# FlatOut 2
FlatOut 2 este un joc video de curse, lansat în anul 2006. Este a doua apariție din seria FlatOut, lansat la aproximativ un an de la apariția FlatOut. A fost urmat de o veriune HD, numită FlatOut: Ultimate Carnage, lansată în 2007. A fost dezvoltat de firma finlandeză Bugbear Entertainment, prima lansare fiind în Rusia, pe 29 iunie 2006, iar mai apoi, în întreaga Europa pe 30 iunie 2006.
Pe 3 octombrie 2008, este lansată oficial și versiunea pentru sistemul de operare Mac OS X.

## Elemente de joc
Există mai multe moduri în joc: cursă normală (câștigă primul care ajunge înainte celorlalți participanți la cursă), cursă cascadorie (îndeplinirea unor obiective, prin depășirea unor obstacole, și în cele din urmă, aruncarea forțată a omului din interiorul mașinii pentru a reuși) și cursă derby (distrugerea celorlalți oponenți din arenă, astfel încât câștigă ultimul rămas în arenă cu mașina nedistrusă complet).Gameplay-ul este foarte simplu dacă se dorește jucarea unei astfel de curse instant (Cursă rapidă). În schimb, se poate opta și pentru Modul Carieră, în acest mod scorurile salvându-se și existând posibilitatea de a obține atât mașini noi, cât și deblocarea altor trasee, pe parcursul completării Modului Carieră.
Fiecare mașină are un sistem nitro, permițând mărirea rapidă a vitezei mașinii. Cantitatea de nitro inițială este 0 (zero), însă această cantitate crește odată cu lovirea oponenților (curse derby), dar și lovirea/distrugerea obiectelor de decor ale traseului/arenei respective.
Odată ce mașina este avariată, performanțele acesteia scad, neexistând posibiltiatea de a o repara în cursa respectivă.
Spațiul în care cursele se desfășoară poate fi în pădure, pe câmp, în deșert, periferia orașului sau chiar în oraș.
În modul cursă normală, dacă mașina se lovește de un obiect de decor fixat, atunci acesta este aruncat prin parbriz; reluarea cursei din cel mai apropiat loc de acest accident se poate face apăsând tasta de reîncărcare (de obicei, tasta R).

## Mașinile
Mașinile din FlatOut 2 se împart în 3 clase: clasa derby, clasa de curse și clasa de stradă.

## Adversari IA
În jocul singleplayer, există 7 adversari IA, fiecare având o personalitate anume (agresiv, prudent, etc.) și doar o mașină pentru fiecare clasă de mașini:
| Adversar       | Mașina din clasa derby | Mașina din clasa cursă | Mașina din clasa stradă |
| -------------- | ---------------------- | ---------------------- | ----------------------- |
| Frank Malcov   | Blaster XL             | Nevada                 | Crusader                |
| Jack Benton    | Banger                 | Fortune                | Sunray                  |
| Jason Walker   | Shaker                 | Bullet                 | Speedevil               |
| Ray Carter     | Malice                 | Ventura                | Scorpion                |
| Katie Jackson  | Switchblade            | Lancea                 | Chili Pepper            |
| Sally Taylor   | Roamer                 | Lentus                 | Road King               |
| Sofia Martinez | Chili                  | CTR                    | Canyon                  |

## Coloana sonoră
FlatOut 2 are o coloană sonoră cu tematică de rock, melodiile putând fi ascultate atât în meniul principal, cât și în timpul jocului:
- Alkaline Trio - Fall Victim și Mercy Me
- Audioslave - Man or Animal și Your Time has Come
- Fall Out Boy - 7 Minutes in Heaven și Snitches and Talkers Get Stitches and Walkers
- Megadeth - Symphony of Destruction
- Mötley Crüe - Dr. Feelgood
- Nickelback - Believe It or Not și Flat on the Floor
- Nine Black Alps - Cosmopolitan
- Papa Roach - Blood Brothers și Not Listening
- Rise Against - Give It All
- Rob Zombie - Demon Speeding și Feel so Numb
- Supergrass - Richard III și Road to Rouen
- The Chelsea Smiles - Nowhere Ride
- The Vines - Don't Listen to the Radio
- Underoath - Reinventing Your Exit
- Wolfmother - Dimension și Pyramid
- Yellowcard - Breathing și Rough Landing Holly
- Zebrahead - Lobotomy for Dummies

## Multiplayer
Se poate juca în multiplayer cu ajutorul unei rețele locale sau pe serverele jocului de pe Internet.